# Institut Joan Lluís Vives
Das Institut Joan Lluís Vives (Xarxa d'Universitats Institut Joan Lluís Vives, IJLV) ist ein Netzwerk katalanischsprachiger Hochschulen.
Es wurde am 28. Oktober 1994 von 13 Universitäten in Morella gegründet und trägt den Namen des valencianischen Humanisten Joan Lluís Vives.
Aktuell bilden 22 Hochschulen zusammen das Institut Joan Lluís Vives, die gemeinsam etwa 400.000 Studenten, 26.000 Professoren sowie rund 10.000 Verwaltungsangestellte haben.

## Mitglieder
- Universität Abt Oliba CEU (Barcelona)
- Universität Alicante
- Universität Andorra
- Autonome Universität Barcelona
- Universität Barcelona
- Universität Girona
- Universität der Balearen
- Internationale Universität Katalonien
- Universität Jaume I (Castelló de la Plana)
- Universität Lleida
- Universität Miguel Hernández Elche (Provinz Alicante)
- Offene Universität Kataloniens (Fernuniversität)
- Universität Perpinyà
- Polytechnische Universität Katalonien
- Polytechnische Universität Valencia
- Universität Pompeu Fabra (Barcelona)
- Ramon-Llull-Universität (Barcelona)
- Universität Rovira i Virgili (Tarragona-Reus)
- Universität Valencia
- Universität Vic